# Zakerana asmati
Espèce
Synonymes
- Fejervarya asmati Howlader, 2011

Zakerana asmati est une espèce d'amphibiens de la famille des Dicroglossidae.

## Répartition
Cette espèce est endémique du Bangladesh. Elle se rencontre dans le district de Chittagong et à Dacca.

## Étymologie
Cette espèce est nommée en l'honneur de Gazi Syed Mohammad Asmat.

## Publication originale
- Howlader, 2011 : A new species of Fejervarya (Anura: Dicroglossidae) from Bangladesh. Zootaxa, no 2761, p. 41-50.